# Berlin (condado de Marathon, Wisconsin)
Berlin es un pueblo ubicado en el condado de Marathon en el estado estadounidense de Wisconsin. En el Censo de 2010 tenía una población de 945 habitantes y una densidad poblacional de 10,51 personas por km².

## Geografía
Berlin se encuentra ubicado en las coordenadas 45°4′35″N 89°47′8″O / 45.07639, -89.78556. Según la Oficina del Censo de los Estados Unidos, Berlin tiene una superficie total de 89.89 km², de la cual 89.89 km² corresponden a tierra firme y (0%) 0 km² es agua.

## Demografía
Según el censo de 2010, había 945 personas residiendo en Berlín. La densidad de población era de 10,51 hab./km². De los 945 habitantes, Berlin estaba compuesto por el 98.84% blancos, el 0% eran afroamericanos, el 0% eran amerindios, el 0.32% eran asiáticos, el 0% eran isleños del Pacífico, el 0.74% eran de otras razas y el 0.11% pertenecían a dos o más razas. Del total de la población el 1.38% eran hispanos o latinos de cualquier raza.